# Абу Мусаб аль-Барнаві
Абу Мусаб аль-Барнаві (уроджений Хабіб Юсуф; 1994- серпень 2021) — нігерійський ісламістський бойовик, лідер терористичної організації Західноафриканська провінція Ісламської Держави з серпня 2016 року по березень 2019 року та знову у 2021 році. До цього був прес-секретарем організації Боко харам.

## Біографія
Народився 1994 року в Нігерії. Він був старшим з виживших синів засновника Боко харам Мохаммеда Юсуфа. У віці 15 років він почав брати участь у повстанському русі Боко Харам. У той період він був дуже близький з Абубакаром Шекау. У березні 2015 року приєднався до Західноафриканської провінції Ісламської Держави. З цього періоду між Аль-Барнаві та Шекау почала виникати напруженість. 2 серпня 2016 року Ісламська Держава оголосила Абу Мусаба аль-Барнаві керівником її сил у Західній Африці, звільнивши Абубакара Шекау, якого ІД вважала надто екстремальним.
Аль-Барнаві було всього 22 роки, коли він взяв на себе керівництво терористичною організацією. Від здійснив менше злочинів проти цивільного мусульман, ніж сили Шекау. Аль-Барнаві закликав до концентрації нападів на християн. Він встановив контакти з силами Ісламської Держави у Великій Сахарі на чолі з Аднаном Абу Валідом аль-Сахраві та діяв у прикордонних районах Малі, Нігеру та Буркіна-Фасо. У березні 2019 року Барнаві скинули з посади керівника організації через низку поразок його сил.
16 травня 2021 року Ісламська Держава поновила його на посаді. У травні Західноафриканська провінція завдала нищівної поразки силам Шекау біля лісу Самбіса. Під час цього бою загинув сам Шекау.
У серпні 2021 року Абу Мусаб аль-Барнаві був убитий силами нігерійської армії або, за іншою версією, внаслідок міжусобиці.